# السياسة في فرنسا

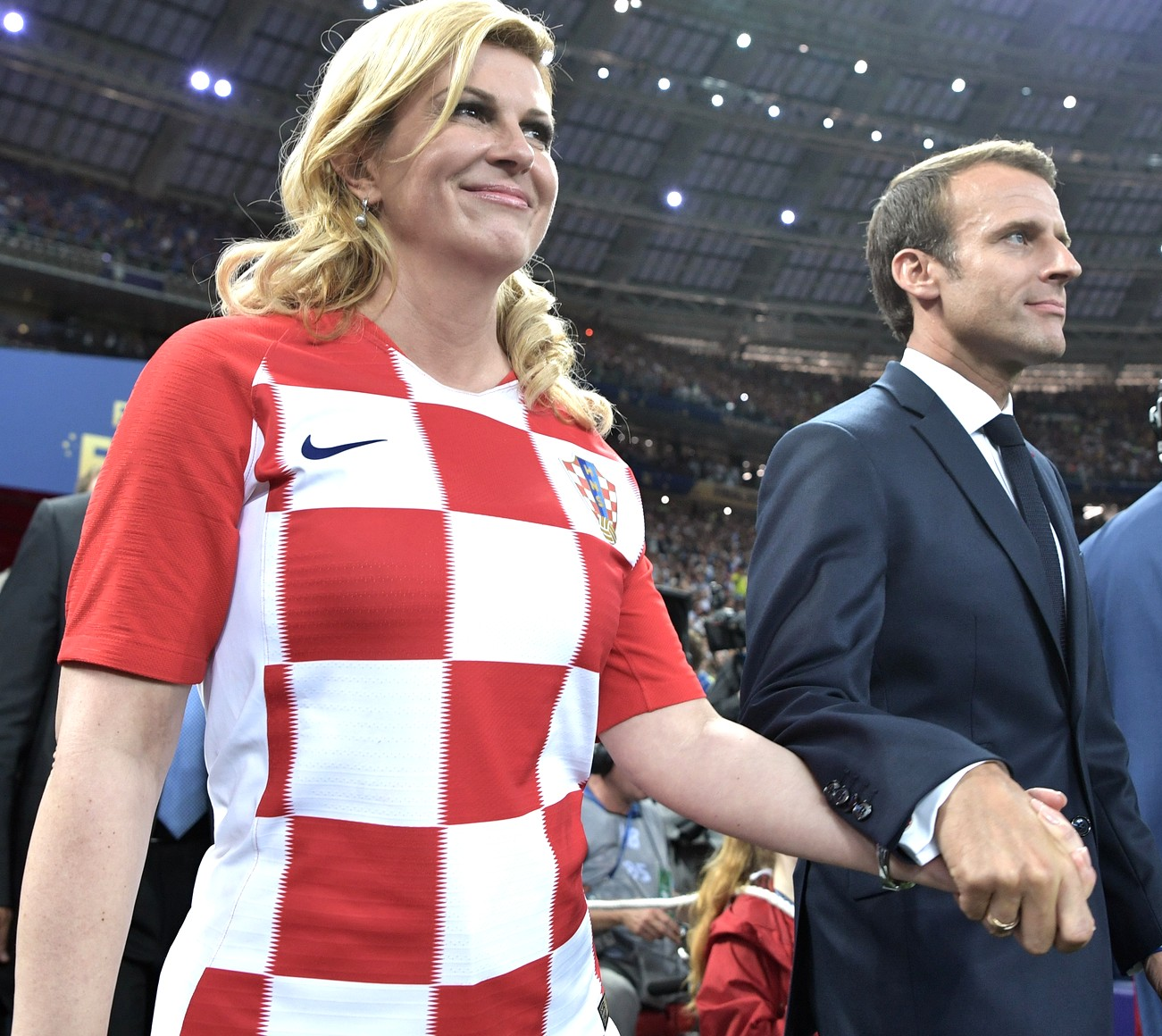

تجري السياسة في فرنسا في إطار نظام شبه رئاسي يحدده الدستور الفرنسي للجمهورية الفرنسية الخامسة. تعلن الأمة نفسها أنها «جمهورية غير قابلة للتجزئة وعلمانية وديمقراطية واجتماعية». ينص الدستور على الفصل بين السلطات ويعلن «تمسّك فرنسا بحقوق الإنسان ومبادئ السيادة الوطنية على النحو المحدد في إعلان 1789».
يتكون النظام السياسي في فرنسا من السلطة التنفيذية، والسلطة التشريعية، والسلطة القضائية. تمارَس السلطة التنفيذية بالتشارك بين رئيس الجمهورية والحكومة. وتتكون الحكومة من رئيس الوزراء والوزراء. يعيّن الرئيسُ رئيسَ الوزراء، وهو مسؤول أمام البرلمان. يمكن إلغاء الحكومة، بما في ذلك رئيس الوزراء، من قبل الجمعية الوطنية -المجلس الأدنى في البرلمان- من خلال «اقتراح توجيه اللوم»؛ هذا يضمن أن رئيس الوزراء تدعمه دائمًا أغلبية المجلس الأدنى (الذي يلعب دورًا بارزًا -في معظم المواضيع- في المجلس الأعلى).
يتألف البرلمان من الجمعية الوطنية ومجلس الشيوخ. يصدر البرلمان التشريعات ويصوّت على الميزانية؛ ويراقب عمل السلطة التنفيذية من خلال إجراء استجواب رسمي على أرضية مجلسَي البرلمان وإنشاء لجان تحقيق. يعمل المجلس الدستوري على التحقّق من دستورية التشريعات، الذي يعيَّن أعضاؤه من قبل رئيس الجمهورية، ورئيس الجمعية الوطنية، ورئيس مجلس الشيوخ. الرؤساء السابقون للجمهورية هم أيضًا أعضاء في المجلس.
يعتمد القضاء المستقل على نظام القانون المدني الذي تطور من قانون نابليون. وهو ينقسم إلى الفرع القضائي (الذي يتعامل مع القانون المدني والقانون الجنائي) والفرع الإداري (الذي يتعامل مع الطعون في القرارات التنفيذية)، ولكل منهما محكمة استئناف عليا مستقلة خاصة: محكمة النقض خاصة بالمحاكم القضائية ومجلس الدولة خاص بالمحاكم الإدارية. تضم الحكومة الفرنسية هيئات مختلفة تتفقد انتهاكات السلطة والهيئات الإدارية المستقلة.
فرنسا دولة وحدوية. ومع ذلك، فإن تقسيماتها الإدارية -المناطق والأقاليم والبلديات- لها وظائف قانونية مختلفة، وتُمنع الحكومة الوطنية من التدخل في عملياتها العادية.
كانت فرنسا عضوًا مؤسِّسًا في الجماعة الأوروبية للفحم والصلب، وبعد ذلك الاتحاد الأوروبي. على هذا النحو، نقلت فرنسا جزءًا من سيادتها إلى المؤسسات الأوروبية، وفقًا لما ينص عليه دستورها. لذا يتعين على الحكومة الفرنسية الالتزام بالمعاهدات والتوجيهات واللوائح الأوروبية.
وصفت وحدة الاستخبارات الاقتصادية فرنسا بأن «ديمقراطيتها بها خلل» في عام 2018.

## الحكومة
يقود رئيس الوزراء الحكومة التي تتألف من الوزراء الجدد والقدامى. تقع كل من منظمات الخدمة المدنية والهيئات الحكومية والقوات المسلحة في فرنسا تحت تصرف الحكومة. تعد الحكومة الفرنسية مسؤولة أمام البرلمان، ويجوز للجمعية الوطنية الفرنسية تمرير اقتراح بحجب الثقة عن الحكومة لإجبارها على الاستقالة. في الممارسة العملية، يعني ذلك إجبار الحكومة على تمثيل الحزب أو الائتلاف السياسي ذي الأغلبية البرلمانية. يتوجب على الوزراء الإجابة على تساؤلات أعضاء البرلمان، الكتابية والشفوية، في جلسة تسمى باللغة الفرنسية: questions au gouvernement، («استجواب الحكومة»). يحضر الوزراء اجتماعات المجالس النيابية التي تُناقش خلالها القوانين المتعلقة بمجالات مسؤولياتهم.
لا يمكن لوزراء الحكومة تمرير التشريعات دون الحصول على موافقة البرلمان. مع ذلك، يحق لرئيس الوزراء إصدار لوائح مستقلة أو لوائح ثانوية (décrets d'application) شريطة ألا تتعدى على مجال عمل البرلمان على النحو المفصل في الدستور. يمكن للوزراء اقتراح تشريعات على البرلمان؛ ومن المرجح أن تعتمد هذه التشريعات في البرلمان لأنه عادة ما يكون المجلس متحالفًا سياسيًا مع الوزراء. مع ذلك، يعد تمرير التشريعات المقترحة من الحكومة أمرًا غير مضمون، وقد يخالف رأي الأغلبية البرلمانية رأي السلطة التشريعية، ما يجبر رئيس الوزراء على إجراء مجموعة من التعديلات على اللوائح المقترحة.
يمكن لرئيس الوزراء تبني مشروع قانون دون اللجوء إلى موافقة البرلمان، وذلك في حال عدم التصويت على مذكرة لحجب الثقة عن الوزراة. وفي حال صوّت البرلمان على حجب الثقة عن الوزراة يُرفض القانون ويتعين على الحكومة حينها الاستقالة. يسمح للحكومة، وفقًا للفصل 49/3 من الدستور الفرنسي، تمرير مشروع قانون مرة واحدة في السنة دون أن يصوت عليه أعضاء الجميعة الوطنية. استفاد رئيس الحكومة الفرنسية، دومينيك دو فيلبان، لأول مرة من هذه المادة في الدستور الفرنسي في عام 2006، عندما مرر مشروع قانون «عقد العمل الأول»، في خطوة كان لها العديد من النتائج السلبية.
عادة ما تتألف الحكومة الفرنسية من أعضاء من ثلاث رتب. كبار أعضاء الحكومة، والوزراء، ونواب الوزراء الذين يساعدون الوزراء في مجالات معينة من حقائبهم، ووزراء الدولة الذين يساعدون الوزراء في مجالات معينة أقل أهمية، ويحضرون اجتماعات الحكومة بين الفينة والأخرى. قبل تأسيس الجمهورية الفرنسية الخامسة عام 1958، كان يُطلق على بعض الوزراء ذوي الأهمية السياسية الخاصة لقب «وزير دولة»؛ استمرت هذه الممارسة في عهد الجمهورية الخامسة بصورة فخرية فقط. يعد وزراء الخارجية الأكثر أهمية في الحكومة الفرنسية.
يختلف عدد الوزارات من حكومة إلى أخرى، وتختلف معه المسؤوليات والإدارات الخاصة بكل وزارة، ولكن تبقى الوزارات التالية أساسية في كل تشكيل حكومي:
- وزارة الاقتصاد والصناعة والعمل (الضرائب، والميزانية).
- وزارة الداخلية.
- وزارة العدل.
- وزارة التربية الوطنية.
- وزارة الدفاع.
- وزارة الخارجية.
- وزارة النقل.

(لمزيد من المعلومات حول الوزارات الفرنسية، انتقل إلى صحفة حكومة فرنسا على ويكيبيديا).
للحكومة الفرنسية دور قيادي في وضع جدول أعمال المجالس النيابية. بحوز للحكومة اقتراح القوانين، والتعديلات عليها، على البرلمان خلال الاجتماعات البرلمانية. قد تستفيد الحكومة من بعض الإجراءات التي تسرع من المداولات البرلمانية.
تعقد الحكومة الفرنسية اجتماعات أسبوعية (عادة ما تكون في صباح يوم الأربعاء) برئاسة رئيس الحكومة في قصر الإليزيه.
بعد انتخاب إيمانويل ماكرون رئيسًا لفرنسا، أصبح إدوار فيليب رئيسًا للوزراء في 15 مايو 2017، أما رئيس الوزراء الفرنسي الحالي فهو جان كاستيكس الذي استلم مهامه 3 يوليو 2020.

## النصوص التشريعية والتشريعات الموكلة
لدى السلطة التنفيذية الفرنسية سلطة محدودة لوضع اللوائح أو التشريعات.

### المراسيم والقرارات التنفيذية الأخرى
- يمكن فقط للرئيس ورئيس الوزراء الفرنسي توقيع المراسيم التي تشبه إلى حد ما الأوامر التنفيذية الأمريكية. لا يمكن اعتماد المراسيم إلا باتباع مجموعة من الإجراءات المحددة، مع وجوب احترامها لكل من الدستور والقوانين التشريعية للبلاد.
- يوقع الرئيس مراسيم تعيين كبار الموظفين المدنيين والعسكريين في الدولة بمناصب مدرجة ضمن الدستور والقوانين التشريعية لفرنسا وفصلهم منها. يوقع الرئيس أيضًا بعض اللوائح (مراسيم مجلس الوزراء). يجب أن يوقع رئيس الوزراء والوزراء المعنيين على جميع هذه المراسيم قبل تبنيها. يوقع رئيس مجلس الوزراء المراسيم الخاصة بوضع الأنظمة، ويوقعها الوزراء المختصون. في بعض المجالات، تكون المراسيم خاصة بسن تشريعات أولية، ويجب أن تكون في مجالات أخرى خاضعة للقانون القائم في البلاد. في بعض الحالات، تتطلب التشريعات مراجعة استشارية إلزامية من قبل مجلس الدولة، وذلك على خلاف القوانين البسيطة.

يصدر كل وزير أوامر إدارية خاصة بمجال اختصاص وزارته، وتكون خاضعة للقوانين والمراسيم. بعكس الكليشيهات الجدلية المستخدمة في بعض الأحيان، والتي تعود أصولها إلى الجمهورية الفرنسية الثالثة 1870-1940، ومراسيم قوانينها، لا يجوز للرئيس الفرنسي ولا لرئيس الحكومة أن يحكم بمرسوم (خارج الحالات المحدودة المرتبطة بسلطات الطوارئ).

## الدستور
وافق استفتاء شعبي على دستور الجمهورية الفرنسية الخامسة في عام 1958، ما عزز بشكل كبير سلطة الرئاسة والسلطة التنفيذية فيما يتعلق بالبرلمان.
لا يحتوي الدستور على وثيقة حقوق في حد ذاتها، لكن ديباجته تشير إلى أنه ينبغي أن تتبع فرنسا مبادئ إعلان حقوق الإنسان والمواطن، بالإضافة إلى مبادئ ديباجة دستور الجمهورية الرابعة. يعني هذا أن المبادئ المنصوص عليها في تلك النصوص ذات قيمة دستورية، وأن التشريع الذي ينتهك تلك المبادئ يجب أن يُعدّ غير دستوري عند تقديم طعن أمام المجلس الدستوري. أيضًا، أضافت التعديلات الأخيرة على الدستور إشارة في الديباجة إلى ميثاق البيئة الذي يتمتع بقيمة دستورية كاملة، وحق المواطنين في طعن دستورية تشريع ما أمام المجلس الدستوري.
تشمل المبادئ الأساسية للدستور: المساواة بين جميع المواطنين أمام القانون، ورفض الامتيازات الطبقية الخاصة مثل تلك التي كانت موجودة قبل الثورة الفرنسية؛ وقرينة البراءة؛ وحرية التعبير؛ وحرية الرأي بما في ذلك حرية المعتقد؛ وضمان الممتلكات ضد الاستيلاء التعسفي؛ ومساءلة موظفي الحكومة أمام المواطن.

## السلطة التنفيذية
تتمتع فرنسا بنظام حكم شبه رئاسي، يكون فيه رئيس الجمهورية ورئيس الوزراء شريكين في تسيير شؤون الدولة. رئيس الوزراء مسؤول أمام البرلمان الفرنسي. يتعيّن على المرشح الرئاسي الحصول على أغلبية الأصوات غير الفارغة على مستوى البلاد في الجولة الأولى أو الثانية من الاقتراع، ما يعني أن الرئيس يحظى بدعم ما لا يقل عن نصف عدد الناخبين المصوتين.
نتيجة لذلك، يكون رئيس فرنسا الشخصية البارزة في السياسة الفرنسية، وهو يعيّن رئيس الوزراء. على الرغم من أنه لا يجوز للرئيس أن يقيل رئيس الوزراء بحكم القانون، ومع ذلك، إذا كان رئيس الوزراء من الجانب السياسي نفسه، فيستطيع -في الواقع العملي- إقالته بناءً على الطلب (ومن المعروف أن رؤساء الوزراء يُطلب منهم التوقيع على خطاب إقالة غير مؤرخ قبل ترشيحهم). ويعيّن الرئيسُ الوزراءَ والوزراء المندوبين والأمناء. عندما يسيطر حزب الرئيس أو مؤيدوه السياسيون على البرلمان، يصبح الرئيس هو الفاعل المسيطر في العمل التنفيذي، ويختار من يشاء للحكومة، ويجعل الحكومة تتبع جدول أعماله السياسي (رغم ذلك تنشب الخلافات البرلمانية، حتى داخل الحزب نفسه).
ومع ذلك، عندما يسيطر خصوم الرئيس السياسيون على البرلمان، يمكن أن تصبح هيمنة الرئيس محدودة للغاية، إذ يتعيّن عليه اختيار رئيس وزراء وحكومة يمثلان الأغلبية في البرلمان، ويقومان بتنفيذ جدول أعمال الأغلبية البرلمانية. عندما تهيمن الأحزاب من طرفي نقيض الطيف السياسي على البرلمان والرئاسة، فإن ترتيب تقاسم السلطة يُعرف باسم المساكنة. قبل عام 2002، كانت المساكنة أكثر شيوعًا، لأن مدة ولاية الرئيس كانت سبع سنوات ومدة ولاية الجمعية الوطنية خمس سنوات. بتقليص فترة ولاية الرئيس إلى خمس سنوات، وبفصل الانتخابات الرئاسية عن الانتخابات البرلمانية بضعة أشهر فقط، أصبح حدوث هذا أقل احتمالًا.
أصبح إيمانويل ماكرون رئيسًا في 14 مايو 2017 خلفًا لفرانسوا أولاند.